# Monster (canção de Exo)
"Monster" é uma canção do grupo masculino sino-coreano Exo contida em seu terceiro álbum de estúdio Ex'Act. Ela foi lançada em 9 de junho de 2016 em duas versões linguísticas, coreana e mandarim, como o segundo single do álbum.

## Lançamento e promoção

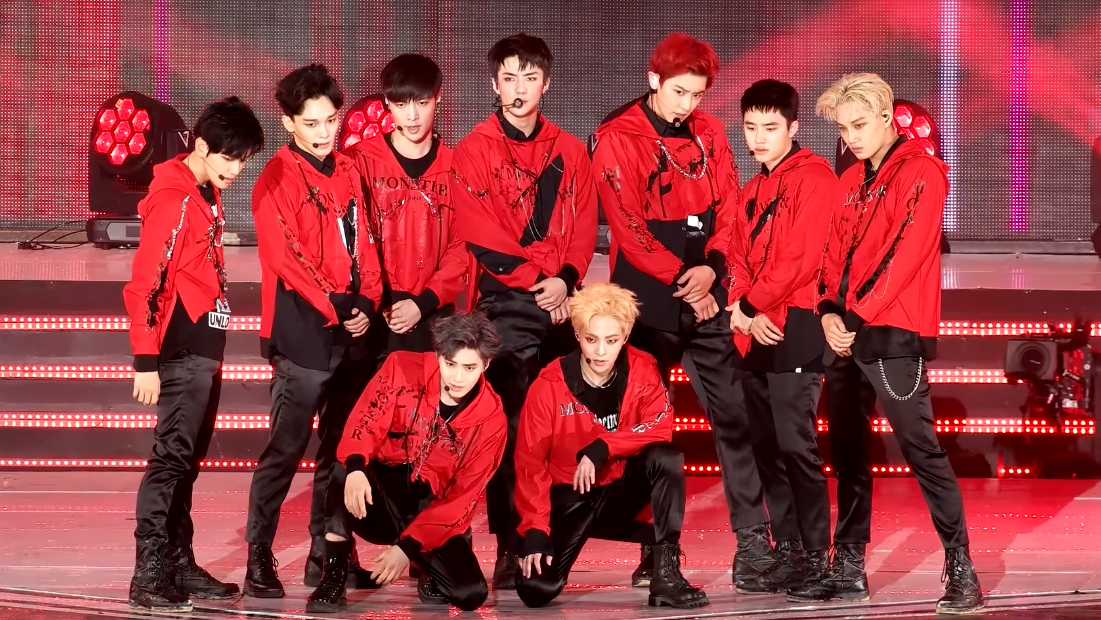
EXO apresentando "Monster" em junho de 2016

A canção foi a faixa-título do EX'ACT juntamente de "Lucky One", sendo lançada junto do álbum em 9 de junho de 2016. EXO começou a promover a canção em programas musicais no mesmo dia.

## Vídeos musicais
Os vídeos musicais nas versões coreana e mandarim para "Monster" foram lançados uma hora após a música em si. Apesar de serem lançados em versões diferentes, ambos vídeos retratam os membros como rebeldes que foram capturados. Perto do final do vídeo, os demais integrantes são soltos pelo personagem interpretado por Baekhyun, que é revelado ser um agente duplo. Um vídeo musical adicional mostrando exclusivamente a coreografia da música foi lançado em 15 de junho de 2016.
A versão coreana foi o quarto vídeo de K-pop mais visualizado no YouTube em 2016, tendo ultrapassado 4 milhões de visualizações em suas primeiras 24 horas de lançamento. Desde então, ela alcançou mais de 100 milhões de visualizações.

## Recepção
"Monster" tornou-se a primeira canção do EXO a conseguir o 1º lugar na Parada de Músicas Digitais Mundiais da Billboard, também ficando no topo da Parada Digital do Gaon. A canção recebeu nove prêmios de programas musicais sul-coreanos, assim tornando-se a música mais premiada de 2016 por um grupo masculino de K-pop. Ela foi indicada para o prêmio Canção do Ano no Mnet Asian Music Awards 2016 e foi nomeada a segunda e a terceira melhor canção de K-pop de 2016, pela Dazed e Billboard, respectivamente.

## Desempenho nas paradas
| Parada (2016)                         | Melhor posição |
| ------------------------------------- | -------------- |
| Singles sul-coreanos (Gaon)           | 1              |
| Canções Digitais Mundiais (Billboard) | 2              |
| Japan Hot 100 (Billboard)             | 9              |

| Parada (2016)               | Melhor posição |
| --------------------------- | -------------- |
| Singles sul-coreanos (Gaon) | 4              |

| Parada (2016)               | Melhor posição |
| --------------------------- | -------------- |
| Singles sul-coreanos (Gaon) | 60             |

## Vendas
| País                  | Vendas               |          |
| --------------------- | -------------------- | -------- |
| País                  | Coreia do Sul (Gaon) | 830,155+ |
| Estados Unidos (RIAA) | 61,988+              |          |